# Croix-Rouge britannique
La Croix-Rouge britannique (en gallois : Y Groes Goch Brydeinig), créée le 4 août 1870, est l'organisme britannique du réseau humanitaire mondial neutre et impartial du Mouvement international de la Croix-Rouge et du Croissant-Rouge.
La société est un organisme de bienfaisance enregistré comptant plus de 17 200 bénévoles et 3 400 employés,. L'aide aux personnes dans le besoin, tant au Royaume-Uni qu'à l'étranger, est au cœur de leur travail.
La Croix-Rouge s'engage à aider les personnes sans discrimination, quelles que soient leur origine ethnique, leur nationalité, leurs convictions politiques ou leur religion.
La reine Elizabeth II est la patronne de la société jusqu'à sa mort en 2022 puis est remplacée par son successeur, le roi Charles III, qui en est président entre 2003 et 2024.
En décembre 2022, les revenus de l'organisme de bienfaisance s’élèvent à 439 millions de livres sterling, dont 37 millions de livres sterling provenant de contrats gouvernementaux et 44 millions de livres sterling de subventions gouvernementales. 367 millions de livres sterling (82 %) de ses revenus sont dirigés vers ses activités caritatives.

## Histoire

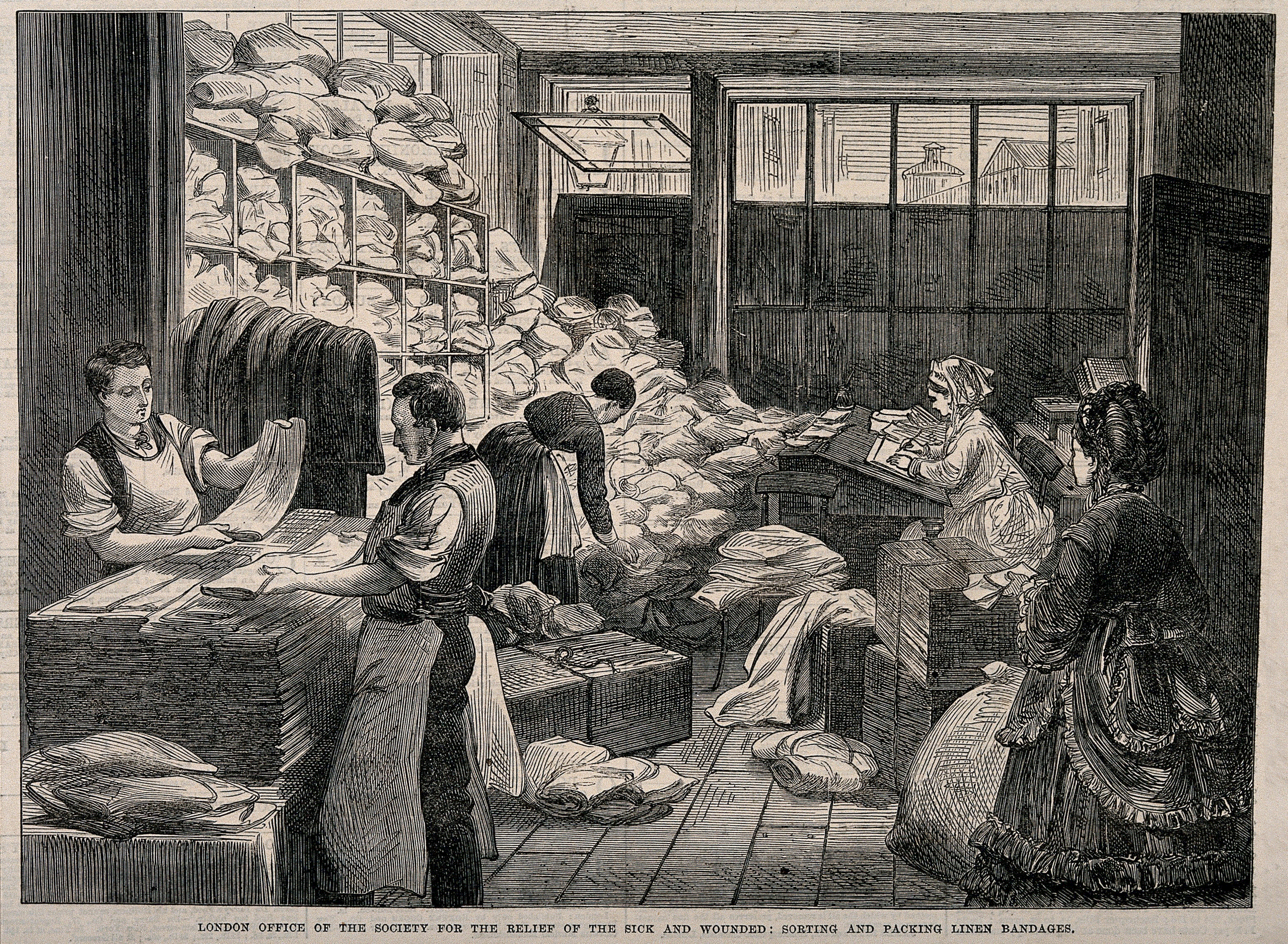
Tri et emballage des bandages en lin au bureau londonien de la société en septembre 1870.

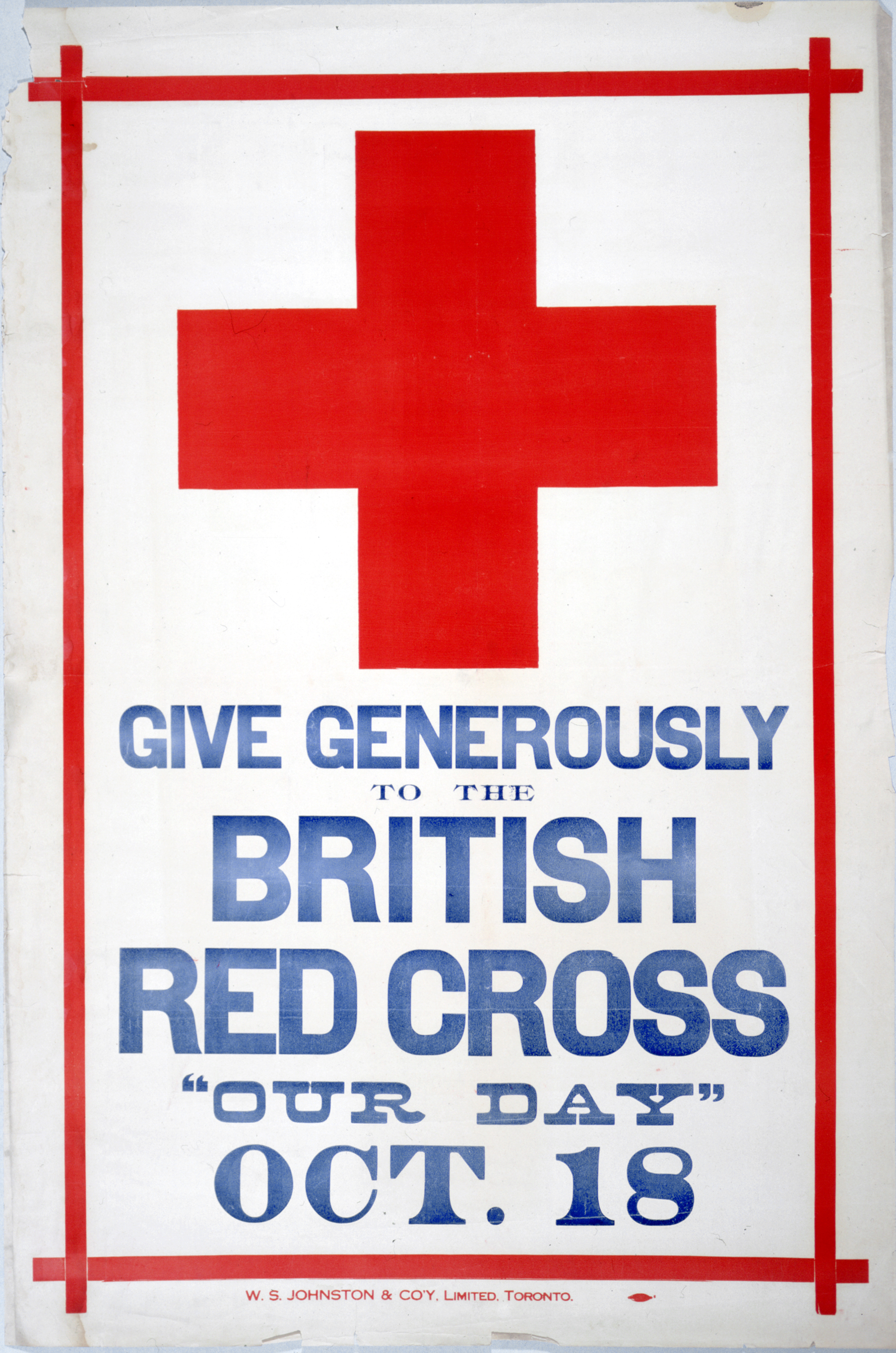
Affiche de la société, de 1914 et 1918.

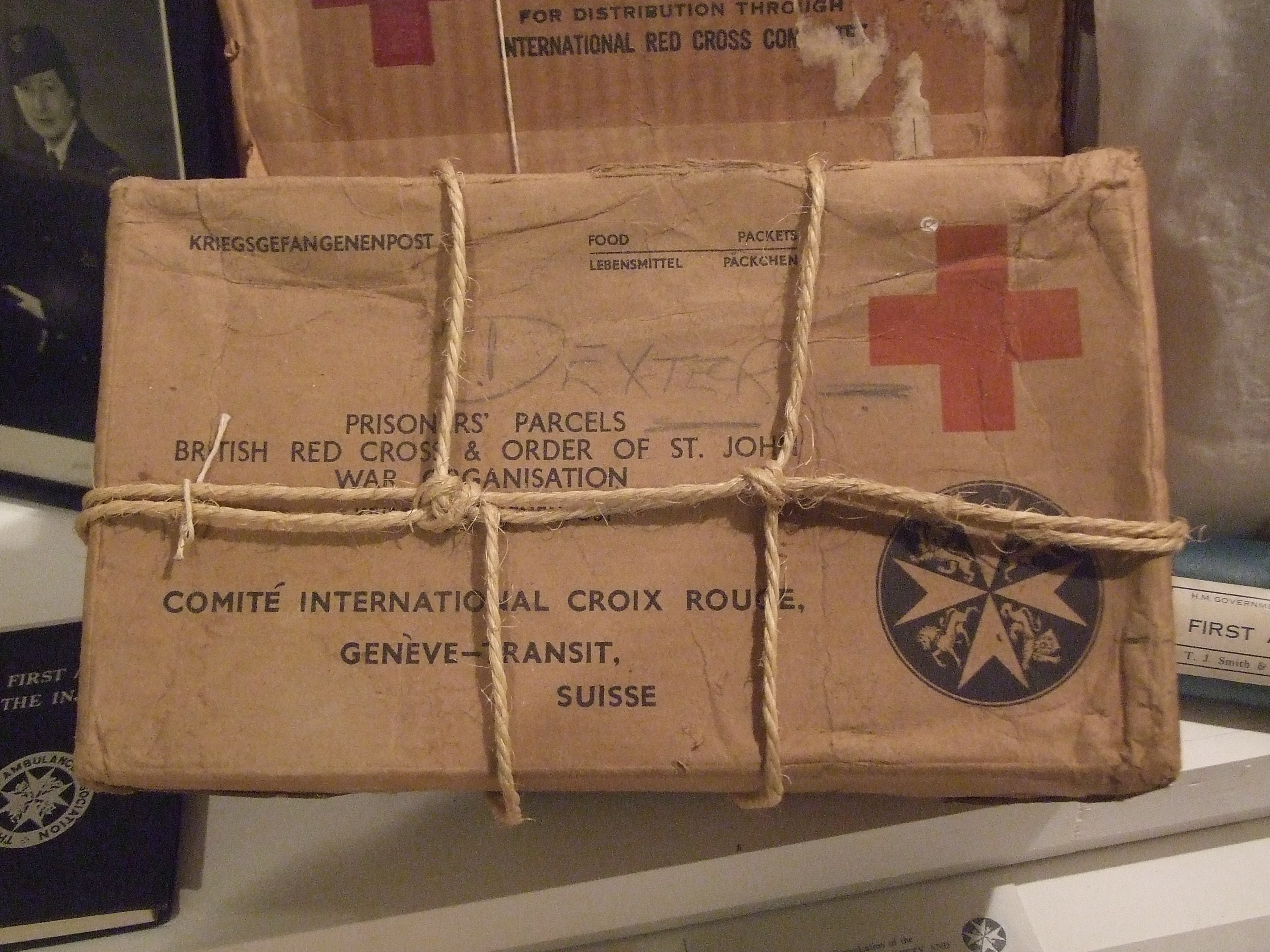
Colis de la Croix-Rouge britannique.